# Slowenische Badminton-Mannschaftsmeisterschaft 2013
Die Slowenische Badminton-Mannschaftsmeisterschaft der Saison 2012/2013 gewann das Team von BK TEM Mirna, welches sich in den Play-offs durchsetzen konnte.

## Gruppe A
| Platz | Team            | Punkte | Spiele | G | U | V | Spielpunkte |   |    | Sätze |   |    | Bälle |   |      |
| ----- | --------------- | ------ | ------ | - | - | - | ----------- | - | -- | ----- | - | -- | ----- | - | ---- |
| 1     | Mr. Pet Medvode | 13     | 6      | 6 | 0 | 0 | 21          | - | 9  | 43    | - | 21 | 1251  | - | 1067 |
| 2     | BK BIT          | 10     | 6      | 3 | 0 | 3 | 16          | - | 14 | 34    | - | 32 | 1204  | - | 1198 |
| 3     | BK Kungota      | 7      | 6      | 2 | 0 | 4 | 12          | - | 18 | 28    | - | 38 | 1160  | - | 1217 |
| 4     | BK Branik       | 6      | 6      | 1 | 0 | 5 | 11          | - | 19 | 24    | - | 38 | 1058  | - | 1191 |

## Gruppe B
| Platz | Team               | Punkte | Spiele | G | U | V | Spielpunkte |   |    | Sätze |   |    | Bälle |   |      |
| ----- | ------------------ | ------ | ------ | - | - | - | ----------- | - | -- | ----- | - | -- | ----- | - | ---- |
| 1     | BK TEM Mirna       | 15     | 6      | 6 | 0 | 0 | 24          | - | 6  | 40    | - | 17 | 1122  | - | 907  |
| 2     | BK TEM Mirna mladi | 9      | 6      | 3 | 0 | 3 | 10          | - | 15 | 25    | - | 32 | 992   | - | 1050 |
| 3     | BK Medvode mladi   | 9      | 6      | 3 | 0 | 3 | 15          | - | 15 | 23    | - | 33 | 960   | - | 1070 |
| 4     | Li Ning Ljubljana  | 3      | 6      | 0 | 0 | 6 | 6           | - | 19 | 15    | - | 21 | 630   | - | 677  |